# Sélia (gens)
A Sélia (Sellia) foi uma obscura família plebeia em Roma Antiga. Membros desta gens são mencionados na época de Cícero, mas nenhum deles alcançou qualquer um dos altos cargos do estado romano.

## Prenomes
Os principais prenomes dos Sélios eram Lúcio e Gaio, os dois nomes mais comuns em todos os períodos da história romana. Outros nomes usados regularmente por esta gens incluíam Sexto, Márcio, Públio e Quinto, todos também bastante comuns. Nomes como Áulo, Décimo e Tito ocorriam com menos frequência. Parece haver um caso de Paulo usado como prenome por um dos Sélios; embora fosse um prenome antigo, no final da República e nos tempos Imperiais, era geralmente considerado um cognome.

## Membros
- Aulo Sélio,[i] um oficial de cavalaria servindo sob Caio Semprônio Atratino, cônsul em 423 a.C., foi eleito tribuno da plebe em 422, junto com três de seus colegas, na esperança de impedir a acusação de Semprônio pelo tribuno Lúcio Hortênsio por suas ações na guerra contra os volscos. Sélio e os outros só conseguiram adiar o julgamento de Semprônio, pois ele foi condenado em 420.[3][4]
- Públio Sélio, talvez o irmão de Gaio, foi um dos amigos de Luculo que ouviu Filão falar em Roma, e a quem Filo permitiu copiar um de seus manuscritos.[5]
- Gaio Sélio, talvez o irmão de Públio, copiou o manuscrito de Filo após ouvi-lo falar em Roma.[5]
- Sélio, um orador pobre que Cícero menciona em uma carta a Públio Volúmnio Eutrápelo em 51 a.C.[6]
- Selia, doou um altar ao templo de Fortuna em Nova Falérios em Etrúria, datando entre o final do primeiro século a.C. e o meio do primeiro século d.C.[7]
- Sélia Efire, uma aurivestrix, ou fabricante de roupas adornadas com ouro, cuja loja estava na Via Sacra em Roma. Nomeada em uma urna funerária datando entre a morte de Augusto e o meio do primeiro século d.C.[8]
- Gaio Sélio Rufo, nomeado como cônsul em 41 d.C., ao lado de Quinto Ostório Escápula, em uma inscrição de Tuburbo Maior em África Proconsularis, parece ser um erro por Públio Suílio Rufo.[9]
- Gaio Sélio Hermes, com quarenta anos, foi enterrado em um túmulo do primeiro século em Roma.[10]
- Márcio Sélio Filadelfo, nomeado em uma inscrição do primeiro século de Roma.[11]
- Lúcio Sélio Espinter, construiu um túmulo do primeiro século em Roma para si mesmo e Ampliata.[12]
- Lúcio Sélio Górgia, um dos sacerdotes de Minerva em Roma em 57 d.C., ocupando o cargo de magister pela terceira vez.[13]
- Gaio Sélio Saturnino, um soldado estacionado em Roma em 70 d.C., servindo na centúria de Décimo Récio Secundo.[14]
- Sélia Q. l. Jucunda, uma liberta nomeada em uma inscrição do final do primeiro ou início do segundo século de Concordia em Vêneto e Hístria.[15]
- Sélia Porfíria, dedicou um monumento do segundo ou início do terceiro século em Roma a seu marido, com oitenta anos.[16]
- Sélio Claudiano, um dos curadores de obras públicas em Roma em 193 d.C.[17]
- Sélia Q. f. Satura, esposa de Márcio Aufídio Honorato, e após sua morte, de seu irmão, Gaio Aufídio Honorato, e mãe de Márcio Aufídio Honorato, que dedicou uma estátua em Saldas em Mauritânia Cesariense em honra de sua mãe e padrasto, no nono dia antes das Calendas de janeiro em 197 d.C.[18]
- Sélia Celerina, enterrada em Roma, com cinquenta e três anos, em um túmulo datando entre o meio do segundo século e o final do terceiro.[19]

### Sélios sem data
- Sélia Sex. f., nomeada em uma inscrição de Híspelo em Úmbria.[20]
- Sélio, nomeado em uma inscrição de Tamúgados em Numídia.[21]
- Públio Sélio P. f., um dos pontífices em Sútrio em Etrúria.[22]
- Gaio Sélio Acut[...], enterrado em Roma, com um monumento de sua esposa, Sélia Edone.[23]
- Gaio Sélio Erasto, marido de Sélia Hélpis, e pai de Sélia Primigênia, uma menina enterrada em Roma.[24]
- Lúcio Sélio D. f. Artório, filho de Décimo Sélio Félix e Artória Secundina, foi enterrado em Lao Pompeia em Gália Cisalpina, com oito anos, nove meses.[25]
- Márcio Sélio Áttico, enterrado em Messana em Sicília, com vinte e cinco anos.[26]
- Sélio Casto, pai de Élia Festa, para quem ele dedicou um túmulo em Roma, junto com seu marido, Públio Élio Pátrocles.[27]
- Sélia M. l. Quia, uma liberta enterrada em Salona em Dalmácia.[28]
- Sexto Sélio Sex. l. Epafroditão, um liberto enterrado em Roma, junto com Sexto Sélio Nicéforo, e Sélia Nice.[29]
- Lúcio Sélio L. f. Eucero, um liberto enterrado em Roma.[30]
- Sélia Euódia, enterrada em Roma, com um monumento de sua filha, Sélia Nape.[31]
- Sélia Felícula, construiu um túmulo em Roma para seu marido, Márcio Pompônio Leto, com quarenta anos.[32]
- Selia T. l. Félix, uma liberta nomeada em uma inscrição de Roma.[33]
- Décimo Sélio Félix, marido de Artória Secundina, e pai de Lúcio Sélio Artório, uma criança enterrada em Lao Pompeia.[25]
- Lúcio Sélio L. f. Fortis, um liberto enterrado em Roma.[34]
- Gaio Sélio Hélio, marido de Juvência Ílias, nomeado em uma inscrição de Roma.[35]
- Sélia Hélpis, esposa de Gaio Sélio Erasto, e mãe de Sélia Primigênia, uma menina enterrada em Roma.[24]
- Lúcio Sélio Hermes, nomeado em uma inscrição funerária de Roma.[36]
- Lúcio Sélio Hermes, marido de Herênia Eutíquia, e pai de Sélio Valentino, com quem ele dedicou um túmulo para sua esposa em Salona.[37]
- Gaio Sélio Hilaro, construiu um túmulo em Roma para si mesmo e Gaio Sélio Latino, com vinte e quatro anos.[38]
- Sexto Sélio Sex. f. Homulino, um menino enterrado em Lugduno em Gália Lugdunense, com quatro anos e quarenta dias, com um monumento de seus pais.[39]
- Márcio Sélio L. f. Honorato, nativo de Choba em Mauritânia Cesariense, foi um prefeito de cavalaria servindo em Hispânia Citerior, onde ele doou para a construção de uma fundação para o templo de Hércules em Petavônio.[40]
- Gaio Sélio Latino, enterrado em Roma, com vinte e quatro anos, em um túmulo construído por Gaio Sélio Hilaro.[38]
- Sélia C. f. Nape, dedicou um túmulo em Roma para sua mãe, Sélia Euódia.[31]
- Sélia Nice, esposa de Gaio Sélio Onésimo, foi enterrada em Roma, com trinta e cinco anos, seis meses e vinte e um dias, com um túmulo construído por seu marido.[41]
- Selia Sex. l. Nice, uma liberta enterrada em Roma, junto com Sexto Sélio Epafrodito e Sexto Sélio Nicéforo.[29]
- Sexto Sélio Sex. l. Nicéforo, um liberto enterrado em Roma, junto com Sexto Sélio Epafroditão e Sélia Nice.[29]
- Gaio Sélio Onésimo, um flaturário, ou fundador, e marido de Sélia Nice, para quem ele construiu um túmulo em Roma.[41]
- Lúcio Sélio L. f. P[...] Apenino, nomeado em uma inscrição de Tibúrio.[42]
- Sélia Q. l. Prima, nomeada em uma inscrição de Roma.[43]
- Sélia C. f. Primigênia, a jovem filha de Gaio Sélio Erasto e Sélia Hélpis, enterrada em Roma, com dois anos.[24]
- Lúcio Sélio L. l. Primo, um liberto enterrado em Roma, junto com Sélia Tique.[44]
- Sélia Secunda, junto com Áulo Sélio Teófilo, fez uma oferta a Sárrio, deus do rio Sárrio, em Bérgomo em Gália Cisalpina.[45]
- Sélia Sexta, enterrada no local atual de Andancette, anteriormente parte de Gália Narbonense, com túmulo dedicado por seu marido, Álcio Sabiniano, com quem viveu por vinte e três anos, cinco meses e vinte e um dias, e seu irmão, Sextino.[46]
- Paulo Sélio Tércio, um centurião nomeado em uma inscrição de Úlpia Trajana em Germânia Inferior.[47]
- Áulo Sélio Teófilo, junto com Sélia Secunda, fez uma oferta a Sárrio em Bérgomo.[45]
- Sélia L. l. Tique, uma liberta enterrada em Roma, junto com Lúcio Sélio Primo.[44]
- Sélio L. f. Valentino, filho de Lúcio Sélio Hermes, com quem ele dedicou um túmulo em Salona para sua mãe, Herênia Eutíquia.[37]
- Sélia Vitorina, enterrada em Roma, com cerca de trinta e três anos, com um monumento de seu marido, Aurélio Félix, com quem viveu por quinze anos.[48]